# HD20927
HD20927 є хімічно пекулярною зорею спектрального класу
F0 й має видиму зоряну величину в смузі V приблизно  7,6.